# Гордієнко Микола Григорович
Мико́ла Григо́рович Гордіє́нко (нар. 9 лютого 1962, село Велика Чернявка, Попільнянський район, Житомирська область) — український державний службовець, Голова Державної фінансової інспекції України.

## Освіта
- 1987 року закінчив Київський інститут народного господарства (заочно, без відрива від роботи на заводі ім. Лепсе) за фахом «Бухгалтерський облік і аналіз господарської діяльності», кваліфікація економіст;
- 2000 року — Київський національний університет імені Тараса Шевченка (заочно — без відрива від служби в міліції) за фахом «Правознавство», кваліфікація «юрист»

## Трудова діяльність
Вересень 1979 — квітень 1980 — водій транспортного цеху Київського заводу ім. Лепсе.
Травень 1980 — квітень 1982 — служба в лавах Радянської Армії[де саме?].
Липень 1982 — травень 1989 — водій транспортного цеху, фрезерувальник, інженер-технолог механічного цеху Київського заводу ім. Лепсе. По компартійній рознарядці перейшов з технолога на роботу в міліцію.
Травень — липень 1989 — оперуповноважений БРСВ (рос. ОБХСС) Дніпровського райвідділу внутрішніх справ м. Києва.
Липень 1989 — вересень 1993 — оперуповноважений, старший оперуповноважений відділення ЗЕЗП Жовтневого РВВС м. Києва.
Вересень 1993 — лютий 1997 — заступник начальника Жовтневого районного відділу дрежслужби боротьби з економічною злочинністю (ДСБЕЗ) Гооловного Управління МВС України по місту Києву.
Лютий 1997 — листопад 1998 — начальник відділу ДСБЕЗ Жовтневого РУ ГУ МВС України в м. Києві.
Листопад 1998 — квітень 2001 — заступник начальника управління податкової міліції ДПА в Київській області.
Квітень 2001 — вересень 2003 — перший заступник Голови — начальник управління податкової міліції ДПА в Київській області.
Вересень 2003 — лютий 2004 — перший заступник начальника Головного управління податкової міліції ДПА України.
Лютий 2004 — березень 2005 — заступник начальника податкової міліції — директор Департаменту боротьби з відмивання доходів, одержаних злочинним шляхом ДПА України.
Березень 2005 — січень 2008 — заступник Міністра транспорту та зв'язку України.
Квітень 2010 — грудень 2011 — заступник Голови Головного контрольно-ревізійного управління України.
Грудень 2011 — серпень 2013 — директор Департаменту операційного аудиту Державної фінансової інспекції України.
З квітня 2014 — Голова Державної фінансової інспекції України.

## Нагороди та звання
Присвоєно почесне звання «Заслужений юрист України» 2012 року.
Відомчі заохочувальні відзнаки: Почесні грамоти Державної податкової адміністрації України у 1999, 2002 та 2005 роках, нагрудний знак «За відзнаку в службі» 2003 року, нагрудний знак «Почесний працівник державної податкової служби» 2004 року.
Державний службовець 5-го рангу (червень 2010).